# Lithacodia bellicula
Lithacodia bellicula är en fjärilsart som beskrevs av Jacob Hübner 1818. Lithacodia bellicula ingår i släktet Lithacodia och familjen nattflyn. Inga underarter finns listade i Catalogue of Life.